# Цокалка жовта
Цокалка жовта (Epthianura crocea) — вид горобцеподібних птахів родини медолюбових (Meliphagidae). Ендемік Австралії.

## Поширення
Цей вид трапляється на більшій частині тропічної Австралії. Підвид macgregori має невелику популяцію на острові Кертіс. Підвид tunneyi обмежений невеликою територією прибережних заплав від річки Мері до річки Іст-Алігатор (Північна територія). Номінальний підвид crocea трапляється по всій території Кімберлі, північного плоскогір'я та узбережжя затоки Карпентарія, а також басейну озера Ейр. Є кілька ізольованих популяцій у східному Квінсленді та на північному заході Західної Австралії.
Його природними середовищами існування є субтропічні та тропічні чагарники, луки та савани, болота та озера.

## Опис
Дрібний птах завдовжки 11 см, і вагою 9 г. Дорослі самці мають яскраве золотисто-жовте чоло та нижню частину тіла з помітним чорним півмісяцем на грудях. Корпус і потилиця мають сіро-оливковий колір, спина жовтувато-коричнева, а хвіст чорний з жовтими кінчиками на пір'ї. Самиця має подібне забарвлення до самця, але більше блідо-жовтого кольору та без пов'язки на грудях.

## Спосіб життя
Переважно комахоїдний птах. Вони шукають їжу у вологому субстраті, низькій рослинності або на мілководді. Трапляється групами по 2-10 особин. Сезон розмноження спостерігався з листопада по січень після достатнього дощу. На початку сезону розмноження зграї розпадаються на пари. Самець захищає свою територію розмноження, клацаючи дзьобом і переслідуючи зловмисників. Самиця будує гніздо ближче до землі в невеликих чагарниках або в густій траві. У кладці 2-3 блідо-рожевих яйця з червоно-коричневими плямами.  Інкубація яєць триває приблизно два тижні. Самець і самиця насиджують почергово.